# زمان مغولستان
|  | یوتی‌سی ۷:۰۰+ |
|  | یوتی‌سی ۸:۰۰+ |

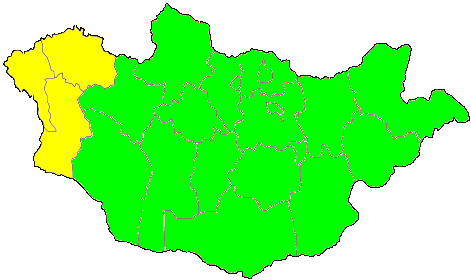

زمان در مغولستان که به‌طور رسمی با عنوان زمان استاندارد مغولستان نیز نشان داده می‌شود منطقه زمانی کشور مغولستان است (یوتی‌سی ۸:۰۰+). با این حال، استان‌های غربی این کشور یعنی خاود، اووس و بایان-اولگی از منطقه زمانی یوتی‌سی ۷:۰۰+ بهره می‌برند.

## صرفه‌جویی زمانی
مغولستان در سال‌های ۱۹۸۳–۱۹۹۸ و ۲۰۰۱–۲۰۰۶ و ۲۰۱۵–۲۰۱۶ میلادی از ساعت تابستانی استفاده کرد.